# Río Bueno
Río Bueno är en ort i Chile.   Den ligger i provinsen Provincia del Ranco och regionen Región de Los Ríos, i den södra delen av landet, 800 km söder om huvudstaden Santiago de Chile. Río Bueno ligger 61 meter över havet och antalet invånare är 15 456.
Terrängen runt Río Bueno är platt, och sluttar västerut. Närmaste större samhälle är La Unión, 11,6 km väster om Río Bueno. 
Trakten runt Río Bueno består till största delen av jordbruksmark. Runt Río Bueno är det ganska glesbefolkat, med 35 invånare per kvadratkilometer.